# Бастурма
Бастурма́ (арм. Բաստուրմա, греч. Παστουρμάς) или басдырма́ (азерб. Basdırma, монг. Борц, тур. Pastırma, чув. Пустарма) — вяленая вырезка из разных видов мяса.

## Этимология
Слово бастурма имеет тюркское происхождение, означает «зарытое» и происходит от тюркского слова bastyr- (давить), каузатив от инфинитива basmak.

## Происхождение
С одной стороны, бастурма является традиционным блюдом кочевников, в частности тюрок и монголов. Основным сырьём для изготовления бастурмы у кочевых народов первоначально служила конина. Во время походов воины Чингисхана питались примерным аналогом бастурмы под названием борц.
С другой стороны, существуют данные о том, что бастурма исторически употреблялась в Византии, в частности на Малоазиатском и Армянском нагорье, до прихода тюрок в Малую Азию. Так полагает, в частности, Клифорд Райт. В целом, поскольку идея приготовления вяленого мяса является достаточно очевидной, и удобной как для степных кочевников, так и для пастухов, занятых отгонным скотоводством в гористой местности (анатолийских греков и армян), правильными могут быть обе версии.
По данным Т. Дарема, бастурма имеет армянское происхождение, и до сих пор готовится на Ближнем Востоке по старинным семейным рецептам. Для получения более солёного и насыщенного вкуса турецкие всадники, якобы, помещали мясо между седлом и лошадью.

## Распространение
В XX—XXI веках бастурма широко распространена на территориях бывшей Османской империи, как среди мусульманских, так и среди христианских народов. На территории Молдавии и Румынии сходное блюдо известно под названием пастрома (позднее, ввезённая еврейскими иммигрантами в США, пастрома стала там известна, как пастрами). Существует это блюдо и в других кухнях, например в чувашской.

## Галерея

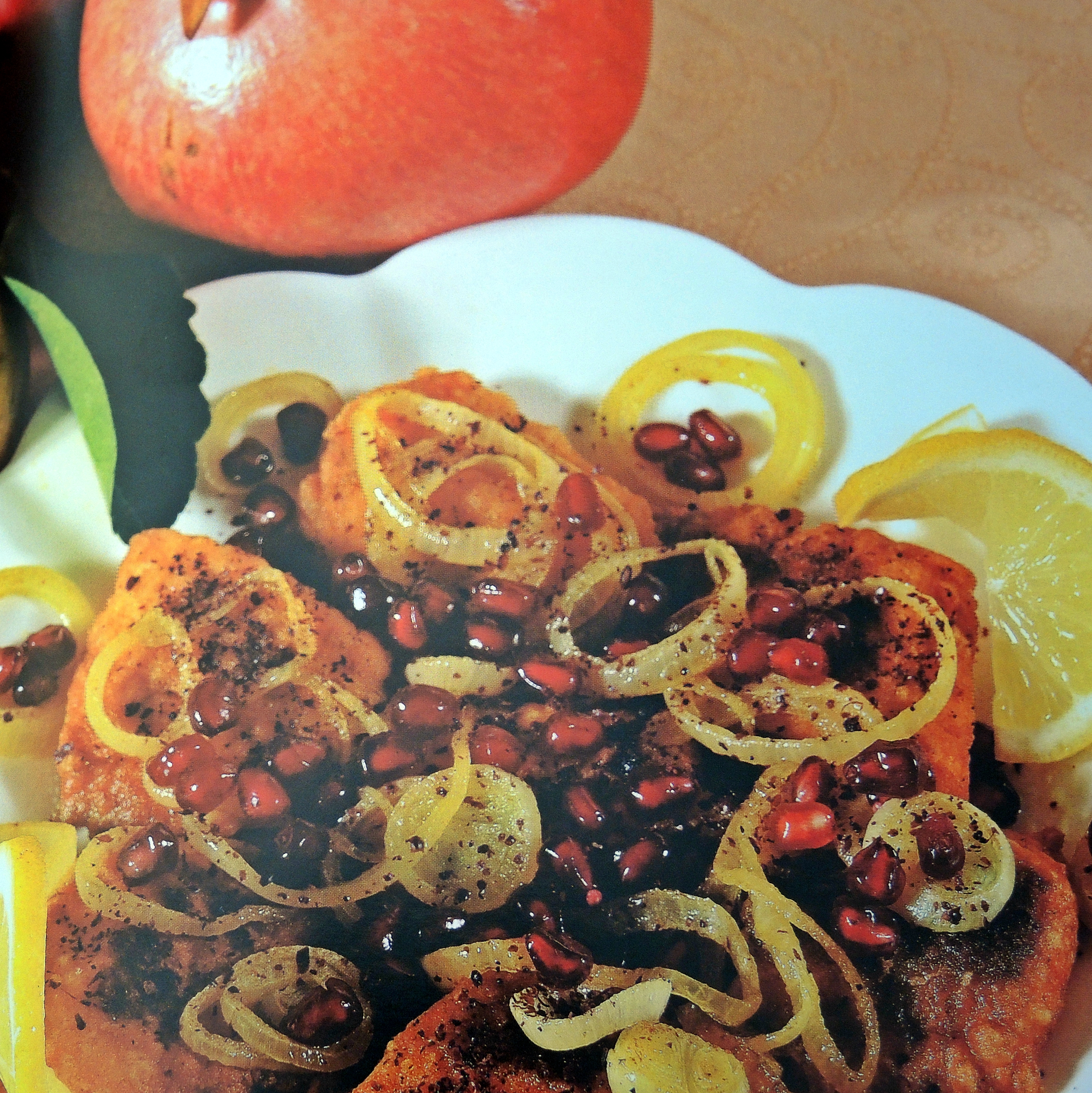
Азербайджанская бастурма из рыбы и с наршарабом
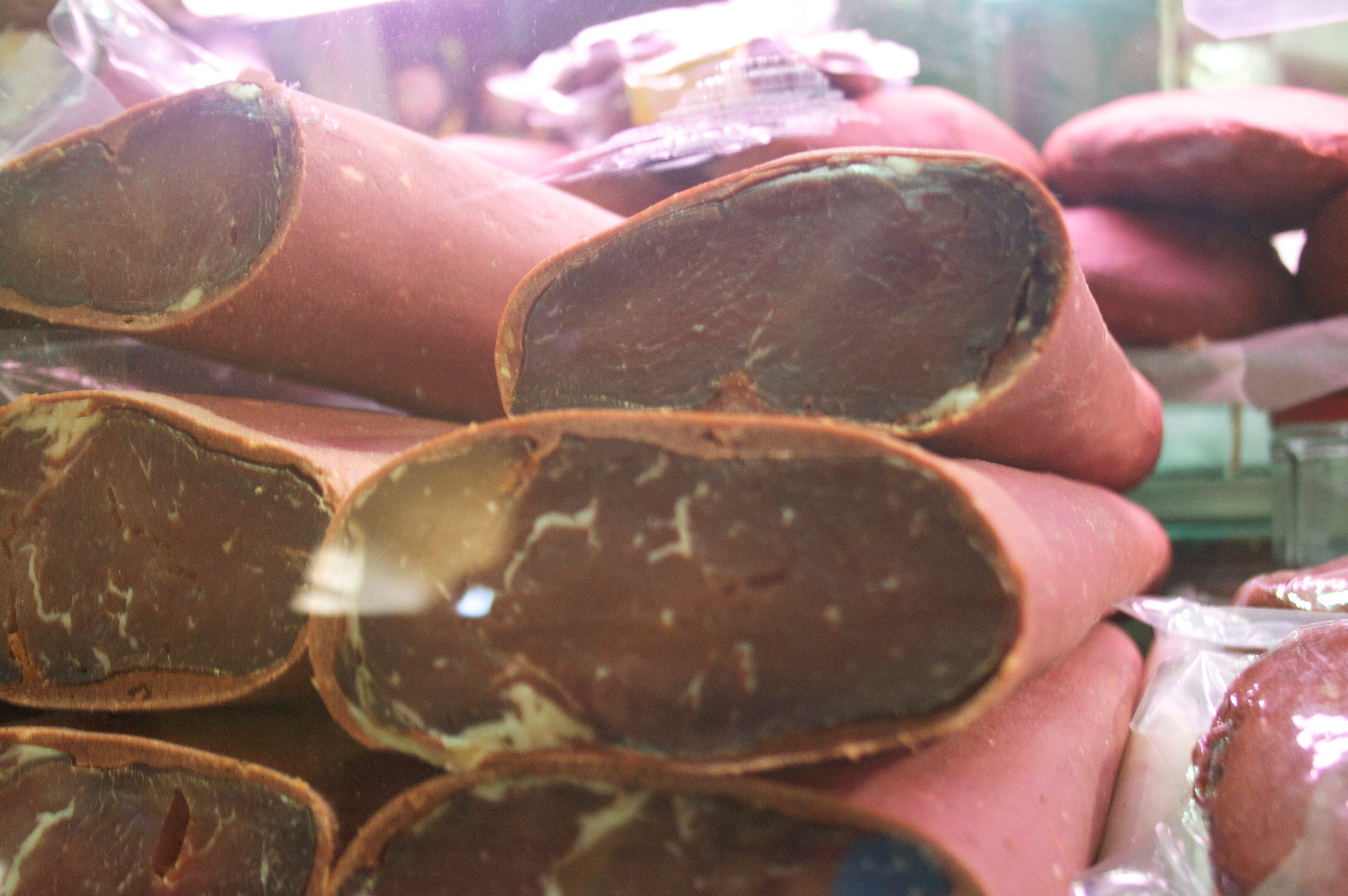
Бастурма
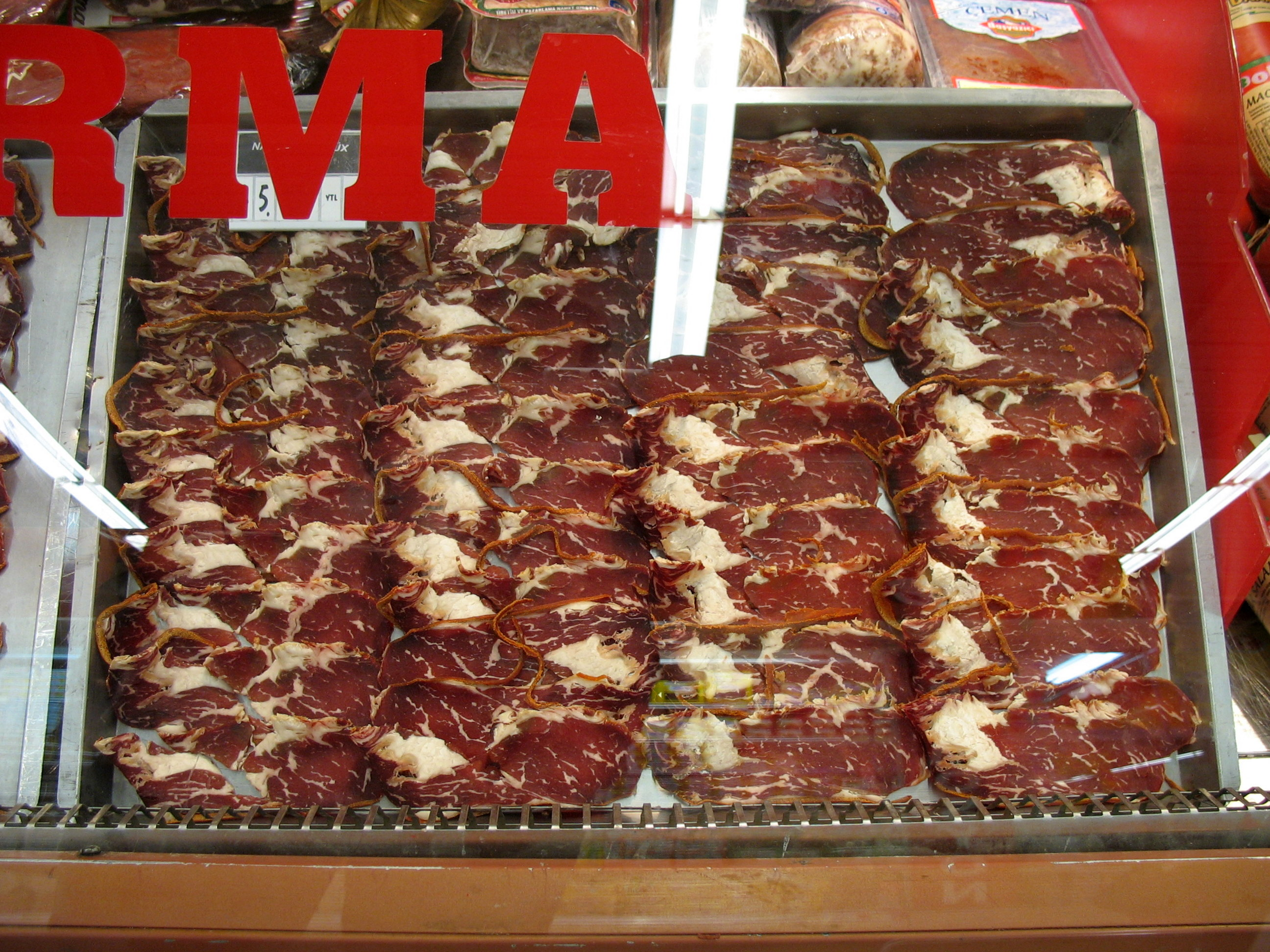
Турецкая бастурма
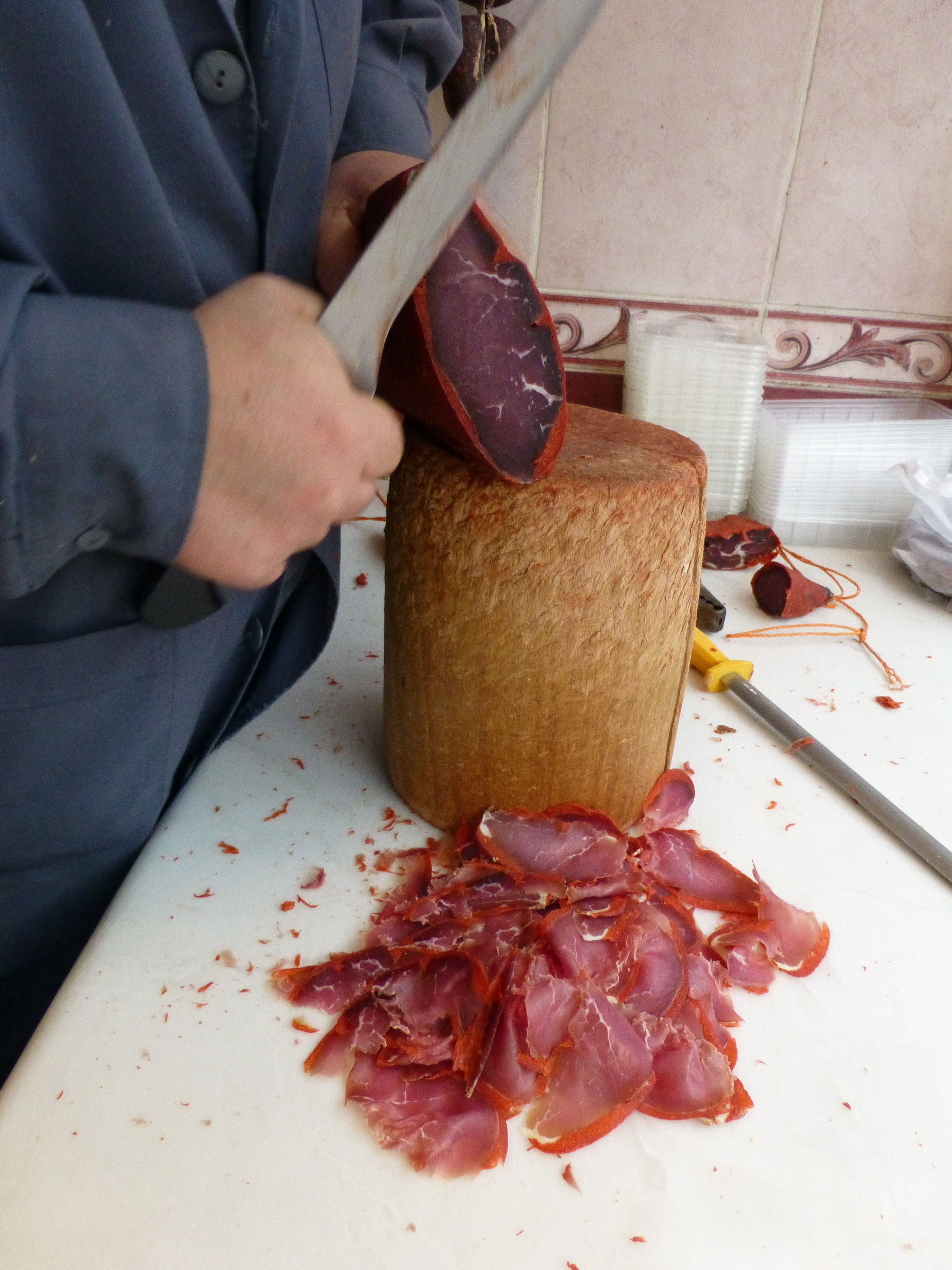
Нарезка бастурмы